# Pietro Torre (schermidore)
Pietro Torre (Livorno, 6 maggio 2002) è uno schermidore italiano, specializzato nella sciabola.

## Palmarès

### Risultati élite
In carriera ha ottenuto i seguenti risultati:
Mondiali
Individuale
A squadre
- Oro nella sciabola a Tbilisi 2025
- Bronzo nella sciabola a Il Cairo 2022

Europei
Individuale
A squadre
- Argento nella sciabola a Genova 2025

Campionati italiani
Individuale
A squadre
- Oro nella sciabola a Cassino 2021
- Bronzo nella sciabola ad Courmayeur 2022

### Risultati giovani
Europei giovani
Individuale
A squadre
- Argento nella sciabola a Novi Sad 2022

Europei cadetti
Individuale
- Argento nella sciabola a Foggia 2019

A squadre
- Oro nella sciabola a Foggia 2019